# Izamal
Izamal (in lingua maya Itzmal o Itz Mal, cioè rugiada che scende dal cielo) è una piccola cittadina situata nello stato messicano dello Yucatán, 72 km ad est della capitale Mérida. Izamal fu occupata ininterrottamente per buona parte dell'esistenza della civiltà mesoamericana. Nel 2000 la popolazione cittadina era stimata in 15000 persone. Izamal è famosa nello Yucatán col soprannome di "La Città Gialla" (buona parte dei suoi edifici sono dipinti di giallo) e "La Città delle Colline" (anche se molte delle colline sono probabilmente resti delle antiche piramidi).

## Izamal precolombiana
Izamal è un importante sito archeologico dei Maya precolombiani. È forse la più grande città delle pianure settentrionali dello Yucatan, con i suoi 53 km2. I suoi edifici monumentali occupano oltre 1 000 000 di metri cubi di volume ed almeno due strade rialzate, note col termine maya di sacbeob, la collegano ad altri importanti centri, le rovine di Ake situate 29 km ad ovest e Kantunil, 18 km a sud. Queste cifre evidenziano la potenza economica, religiosa e politica della città su vasto territorio di oltre 5000 chilometri quadrati di estensione. Izamal sviluppò una particolare tecnica costruttiva che consisteva nell'uso di megalitici blocchi scolpiti, con caratteristiche architettoniche definite quali angoli arrotondati, modanature sporgenti e tetti di paglia a struttura multipla, apparsi anche in altri importanti centri urbani nel suo hitherland, come ad Ake, ad Uci e a Dzilam. La città fu fondata durante il periodo Tardo Formativo (750-200 a.C.) e fu occupata fino alla conquista spagnola. La più importante fase edilizia interessò il periodo dal Protoclassico (200 a.C. - 200 d.C.) al Tardo Classico (600-800). Fu parzialmente abbandonata con la crescita di Chichén Itzá nel Terminale Classico (800-1000) fino alla fine dell'era precolombiana, quando Izamal fu considerata nella regione un sito di pellegrinaggio, rivaleggiata solo da Chichén Itzá. I suoi templi principali erano dedicati alla divinità creatrice Itzamnà ed al dio sole Kinich Ahau.

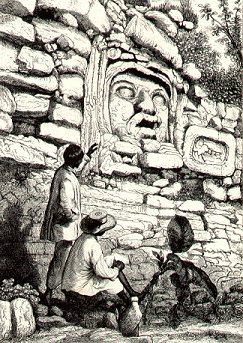
Testa di stucco precolombiana, 2,3 metri di altezza, disegnata da Catherwood

Cinque strutture precolombiane sono tuttora visibili a Izamal (e due da notevole distanza in qualsiasi direzione). La prima è una grande piramide dedicata al dio sole Maya, Kinich Kak Mo, con una base di oltre 8000 m² ed un volume di circa 700 000 metri cubi. Sopra a questa grande base si trovava una piramide di 10 livelli. A sud-est si trova un altro grande tempio, chiamato Itzamatul e, a sud di quella che è la plaza principale, un altro immenso edificio chiamato Ppap Hol Chak, parzialmente distrutto durante la costruzione di un tempio francescano nel XVI secolo. Il lato sud-occidentale della plaza è limitato da un'altra grande piramide, la Hun Pik Tok, e ad ovest dal tempio noto come Kabul, dove su un lato si trovava fino al 1840 una grande maschera di stucco. Un disegno di questa maschera fu fatto da Frederick Catherwood, e pubblicato da John Lloyd Stephens. Tutti queste grandi colline artificiali furono probabilmente costruite nel corso dei secoli, e supportavano palazzi e templi. Altri importanti edifici residenziali sono stati restaurati e possono essere visitati, come Xtul (il Coniglio), Habuc e Chaltun Ha.
Dopo oltre un decennio di lavoro archeologico effettuato dagli studiosi messicani ad Izamal, oltre 163 importanti strutture sono state mappate, e sono state posizionate sulla carta migliaia di strutture residenziali nelle comunità vicine. 

## Era coloniale spagnola
Dopo la conquista spagnola dello Yucatán avvenuta nel XVI secolo, fu fondata una colonia spagnola sopra a quella Maya. I conquistadores decisero che sarebbe servita molta fatica per abbattere queste strutture, e quindi le utilizzarono per porvi sopra un piccolo tempio cristiano (sulla più grande struttura) e costruendo il Convento de San Antonio de Padua sull'acropoli. La sua costruzione cominciò nel 1549 e terminò nel 1561 sotto la direzione del frate Diego de Lainda.
 Terminato, l'atrio del monastero era secondo solo a quello del Vaticano.

Molte delle pietre utilizzate per la costruzione delle strutture precolombiane furono riutilizzate per edificare il convento, le chiese ed altri edifici della città.
Izamal fu la prima sede dei vescovi dello Yucatán, prima che decidessero di spostarsi a Mérida. Il quarto vescovo dello Yucatán, Diego de Landa, vi abitò.

## Storia moderna
Alla città di Izamal fu concesso un primo tempo lo status di città dal governo dello Yucatán il 4 dicembre 1841. Il 13 agosto 1923 fu trasformata in cittadina. Fu di nuovo innalzata a città il 1º dicembre 1981.
Nel 1975 l'ufficiale in carica di distribuire la terra fu ripetutamente accusato di corruzione. Lettere di protesta furono inviate dai cittadini di Izamal a Mérida ed a Città del Messico, senza però ottenere risposta. L'ufficiale fu trovato lapidato sotto numerose pietre nella piazza principale cittadina. Un'unità dell'esercito messicano occupò la città per alcuni giorni in seguito all'incidente, ma gli investigatori non riuscirono a trovare nessuno in città che sapesse qualcosa dell'accaduto.
Papa Giovanni Paolo II visitò Izamal nell'agosto del 1993, quando celebrò una messa per i nativi americani ed inaugurò la statua della Vergine Maria con una corona d'argento.

## Izamal oggi
Izamal è anche un luogo di pellegrinaggio: vi si venera una statua della  Vergine Maria, portata dai Francescani nel 1549, alla quale sono stati attribuiti dai fedeli eventi miracolosi. Custodita nel santuario mariano annesso al convento, è la patrona della città.
La lingua maya viene parlata almeno quanto lo spagnolo ad Izamal. È la prima lingua utilizzata nelle case del popolo. Nei documenti ufficiali si trovano molte firme in entrambe le lingue.
Grandi feste si svolgono ad Izamal il 3 aprile, 3 maggio, 15 agosto e 8 dicembre.
Izamal fu nominata nel programma Pueblos Mágicos nel 2002.

## Galleria d'immagini

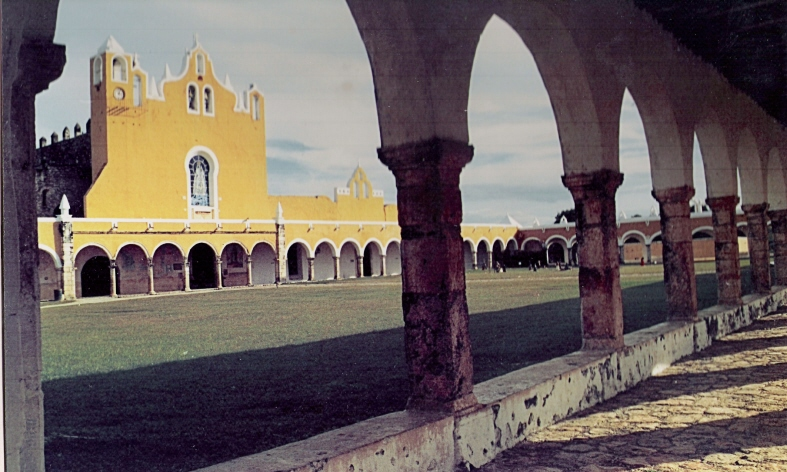
Arcata principale del convento ed entrata della chiesa
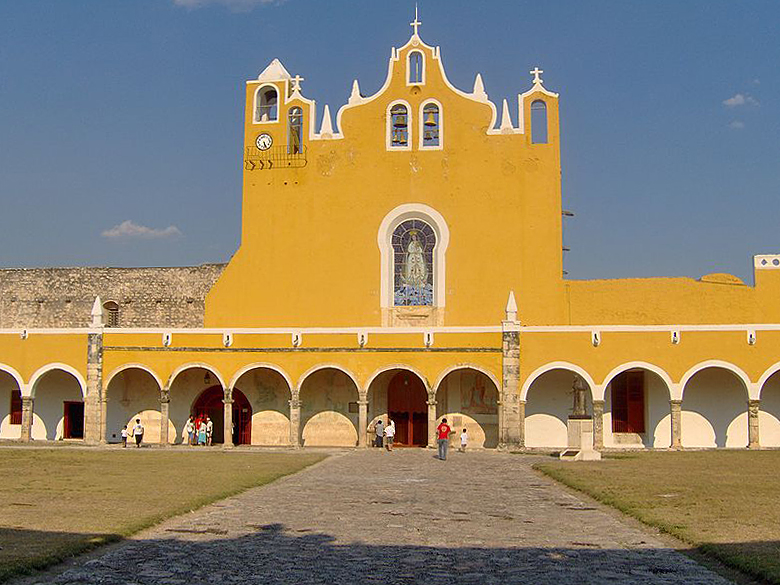
Facciata del monastero
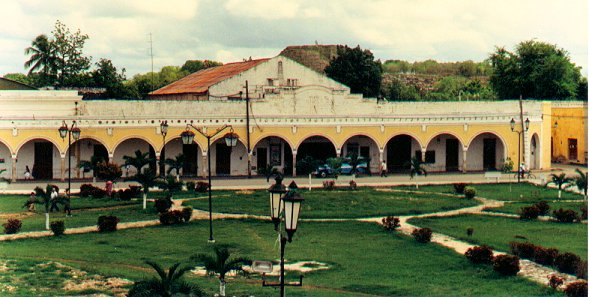
Arcata con la piramide sullo sfondo
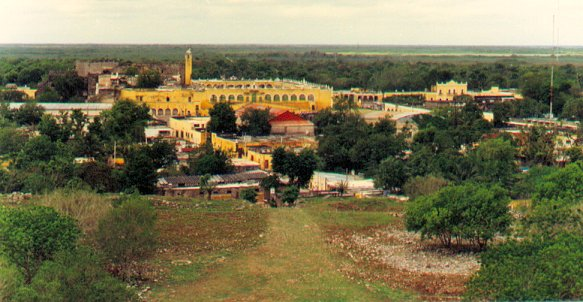
Convento visto dalla sommità della piramide di Kinich Kak Mo